# Margaret Dumont
Margaret Dumont, eg. Daisy Juliette Baker, född 20 oktober 1882 i Brooklyn, New York, död 6 mars 1965 i Hollywood, Los Angeles, Kalifornien, var en amerikansk skådespelare.
I tonåren utbildade hon sig till operasångerska och skådespelerska. Hon uppträdde på scen både i USA och Europa; i samband med detta bytte hon namn till Margaret Dumont. Teaterdebuten skedde i Beauty and the Beast vid Chestnut Theater i Philadelphia. Strax före sin 20-årsdag uppträdde hon som sångerska och komiker i en vaudeville i Atlantic City. Hon är mest känd för de filmer hon medverkade i tillsammans med Bröderna Marx där hon, ofta i rollen som rik änka, på samma gång uppvaktades och förolämpades av Groucho.

## Filmografi, i urval
- 1929 – Millionärernas paradis
- 1930 – Muntra musikanter
- 1933 – Fyra fula fiskar
- 1935 – Galakväll på Operan
- 1937 – En dag på kapplöpningarna
- 1941 – En dag på varuhuset
- 1944 – Med flickor i lasten
- 1944 – Genom eld och vatten
- 1958 – Min fantastiska tant
- 1964 – Drömbrud för sex